# پل ایدینگ
پل ایدینگ (انگلیسی: Paul Eiding؛ زادهٔ ۲۸ مارس ۱۹۵۷) هنرپیشه و صداپیشه اهل ایالات متحده آمریکا است. وی از سال ۱۹۸۰ میلادی تاکنون مشغول فعالیت بوده است.
او در فیلم تیمارستان بازی کرده است.